# Вартові галактики (1969)
Вартові Галактики (англ. Guardians of the Galaxy) — команда супергероїв з коміксів американського видавництва Marvel, що діють в альтернативному майбутньому. Є першою командою, яка має таку назву, друга команда дебютувала в 2008 році.

## Історія публікацій
Команда вперше з'явилася у випуску № 18 видання Marvel Super-Heroes (січень 1969), написаному Арнольдом Дрейком і намальованому Джином Коланом. Вони з'являються в різних виданнях Marvel, таких як Marvel Two-In-One № 4-5 (липень-вересень 1974), Giant Size Defenders № 5 і Defenders № 26-29 (липень-листопад 1975). У кожному з них інші герої, такі як Капітан Америка, Істота і Захисники, допомагали їм у війні проти інопланетної раси Бадунов.
Наступна поява Вартою було в Marvel Presents № 3-12 (лютий 1976 — серпень 1977). За цим він з'явився у Thor Annual № 6 (1977), The Avengers № 167-177 (січень-листопад 1978) and № 181 (березень 1979), Marvel Team-Up № 86 (жовтень 1979) і Marvel Two-in-One № 69 (листопад 1980).
У 1990 році Правоохоронці отримали свою власну серію Guardians of the Galaxy, триває 62 випуску. Серія була спочатку написана і намальована Джимом Валентино. З випуску № 29 (жовтень 1992) Майкл Галлангер стає автором тексту і продовжує залишатися до останнього випуску № 62 (липень 1995). Так само вийшов спін-офф Galactic Guardians (липень-жовтень 1994), що складається з 4 випусків.
Другий том Guardians of the Galaxy, написаний Деном Абнеттом і Енді Ланнінгом, вийшов в травні 2008 року. Серія показувала нову команду, що складається з учасників історії Annihilation: Conquest. Команда 1969 року з'являлася у випусках № 12-17 та № 25.

## Історія команди
Вартові діяли в XXXI столітті в альтернативній часовій лінії всесвіту Marvel, званій Земля-691. Оригінальний склад команди включав Майора Венса Астро, астронавта з Землі з XX століття, який провів тисячоліття, подорожуючи по системі Альфа Центавра в анабіозі. Він так само був альтернативною версією супергероя Венса Астро, відомого як Суддя.
Іншими оригінальними членами команди були Мартінекс Т'к. Нага, кристалічна сутність з Плутона; капітан Чарлі-27, солдат з Юпітера і Йонду Удонта, синьошкірий шляхетний дикун з планети Центавр-IV (четвертої планети, що обертається навколо система Альфа Центавра B). Кожен, мабуть, був останнім представником своєї раси, і вони були змушені об'єднатися в одну команду проти дій Бадунів, інопланетної раси, яка намагається завоювати Сонячну систему.
В ході війни проти інопланетних загарбників команда приймає у свій склад нових членів — Зіркового яструба і Ніккі, створених письменником Стівом Гербером і художником Селом Бусема, і подорожує в минуле, де стикається c різними героями Землі XX століття, такими як Капітан Америка і Істота.
Варти зрештою перемагають Бадунов, але незабаром знаходять нового ворога в особі Корвака, який виявився творінням Бадунов. Після об'єднання з Тором для перемоги над Корваком в XXXI столітті Варти переслідують Корвака в XX столітті, де разом з Месниками борються з ним у фінальній битві.
Правоохоронці повертаються в свій час і беруть участь в декількох пригоди з поповненнями в команді, такими як сестра Зоряного яструба Алета, колишній герольд Галактуса Вогненний Лорд, представник Нелюдів Талон, представниця скруллів Репліка і Рита ДеМара, друга версія Жовтого жакета.
Чекаючи розширення команди Мартинекс залишає її в пошуках нових членів для другої команди, названої Галактичні Варти, куди увійшли такі персонажі, як Голлівуд, Мейнфреймів і Дух помсти, що є альтернативними версіями Диво-людини, Віжена і Примарного гонщика відповідно.

## Склад команди
| Персонаж       | Справжнє ім'я    | Вступ в команду                             | Примітка                                                                                     |
| -------------- | ---------------- | ------------------------------------------- | -------------------------------------------------------------------------------------------- |
| Майор Перемога | Венс Астро       | Marvel Super-Heroes #18 (январь1969)        |                                                                                              |
| Чарлі-27       | Чарлі-27         | Marvel Super-Heroes #18 (январь1969)        | Юпітеріанець                                                                                 |
| Мартинекс      | Мартинекс T Нага | Marvel Super-Heroes #18 (январь1969)        | Плутоніанець                                                                                 |
| Йонду          | Йонду Удонта     | Marvel Super-Heroes #18 (январь1969)        | Центауріанець                                                                                |
| Зоряний яструб | Стакар Огорд     | Defenders #29 (листопад 1975)               | Арктуріанець                                                                                 |
| Ніккі          | Ніколетта Ґолд   | Marvel Presents #4 (квітень 1976)           | Меркуріанка                                                                                  |
| Алета Оґорд    | Алета ОҐорд      | Guardians of the Galaxy Annual #1 (1991)    | Арктурианка; неофіційний член з Defenders #29 (листопад 1975) як помічниця Зоряного яструба. |
| Вогненний Лорд | Піреус Кріл      | Guardians of the Galaxy #4 (Sept. 1990)     | Колишній намісник Ґалактуса                                                                  |
| Репліка        |                  | Guardians of the Galaxy #14 (Jul. 1991)     | Скрулл                                                                                       |
| Талон          |                  | Guardians of the Galaxy #20 (Jan. 1992)     | Нелюд                                                                                        |
| Жовтий жакет   | Ріта ДеМара      | Guardians of the Galaxy #34 (березень 1993) | Людина з 20 століття                                                                         |

### Галактичні Вартові
| Персонаж       | Справжнє ім'я       | Вступ в команду                     | Примітка                 |
| -------------- | ------------------- | ----------------------------------- | ------------------------ |
| Мартинекс      | Мартинекс Т'к. Нага | Guardian of Galaxy Annual #2 (1992) | Лідер Галактичних Вартою |
| Вогненний Лорд | Піреус Кріл         | Guardian of Galaxy Annual #2 (1992) |                          |
| Голлівуд       | Саймон Вільямс      | Guardian of Galaxy Annual #2 (1992) |                          |
| Мейнфрейм      |                     | Guardian of Galaxy Annual #2 (1992) |                          |
| Фенікс         | Ґірауд              | Guardian of Galaxy Annual #2 (1992) |                          |
| Репліка        |                     | Guardian of Galaxy Annual #2 (1992) |                          |
| Дух помсти     | Вілейдус Автолікус  | Guardian of Galaxy Annual #2 (1992) |                          |

## Поява поза коміксів
- Член Вартових Галактики 1969 року Йонду, зіграний Майклом Рукером, з'являється у фільмі «Вартові Галактики», присвяченому команді 2008 року.
- У фільмі «Вартові Галактики. Частина 2» з'являються інші члени команди: Стакар Огорд (Сильвестр Сталлоне), Мартинекс (Майкл Розенбаум), Чарлі-27 (Вінг Реймс), Алета Огорд (Мішель Йео), Круггар і Мейнфреймів, озвучена Майлі Сайрус